# Olbendorf
Olbendorf est une commune autrichienne du district de Güssing dans le Burgenland.